# 夏宝竜
夏 宝竜（か ほうりゅう、中国語: 夏 宝龙、1952年12月 - ）は、中華人民共和国の官僚、政治家。現職は国務院香港マカオ事務弁公室主任、全国政治協商会議副主席、全国政治協商会議秘書長。浙江省党委書記、浙江省省長、浙江省人大常委会主任などを歴任した。

## 経歴
1952年12月、天津市で生まれる。
1969年8月に河北大学付属中学教員、1970年1月に天津市河西区へ転じて解放南路小学教員に就任。
1972年10月、共青団天津市河西区委員会に入局。共青団河西区委常委、副書記、書記を歴任した。1983年、河西区委員会街道部部長を担当し、その後、街道党委書記、河西区副区長、区長、区委常務委員、副書記、書記を歴任した。1997年10月、45歳の夏宝竜は天津市人民政府副市長を務めました。1997年9月の第15回党大会で候補委員に選ばれた。翌年、天津市党委員会常務委員、天津市常務副市長に就任。
2003年11月、党務に転じて浙江省に赴任し、浙江省党委員会副書記に就任した。夏宝竜は浙江省委員会書記の習近平の副手となった。翌年1月には浙江省委党委員会政法委書記を兼任する。呂祖善の後任として、浙江省人民政府省長に任命された。2012年11月の第18期1中全会で中央委員に選ばれた。2012年12月18日、浙江省党委書記に昇格。2013年1月30日、浙江省人大常委会主任に任命。
2018年3月14日、中国人民政治協商会議第13回全国委員会で全国政治協商会議副主席、秘書長に選ばれた。2020年2月13日、国務院香港マカオ事務弁公室主任を兼務する。2020年8月7日、香港国家安全維持法の施行に関与する人物として、アメリカ財務省による「米国内資産凍結、米国人との取引禁止」の制裁対象に指定された。